# 21e étape secteur b du Tour de France 1974
La 21e étape (b) du Tour de France 1974  est une demi-étape contre-la-montre qui a eu lieu le 20 juillet 1974 à Orléans, dans le département du Loiret, en France, sur une distance de 37,5 km. Elle a été remportée par le Belge Michel Pollentier. Son compatriote Eddy Merckx conserve le maillot jaune.

## Classement de l'étape
| \| Classement de l'étape \| Classement de l'étape \| Classement de l'étape \| Classement de l'étape \| Classement de l'étape \| \| Coureur \| Coureur \| Pays \| Équipe \| Temps \| \| --------------------- \| ------------------------ \| --------------------- \| ------------------------------ \| --------------------- \| \| 1er \| Michel Pollentier \| Belgique \| Carpenter-Confortluxe-Flandria \| 48 min 23 s \| \| 2e \| Eddy Merckx \| Belgique \| Molteni \| + 10 s \| \| 3e \| Jesús Manzaneque \| Espagne \| La Casera-Peña Bahamontes \| + 27 s \| \| 4e \| Dirk Baert \| Belgique \| \| + 27 s \| \| 5e \| Raymond Poulidor \| France \| Gan-Mercier-Hutchinson \| + 29 s \| \| 6e \| Joaquim Agostinho \| Portugal \| BiC \| + 38 s \| \| 7e \| Joseph Bruyère \| Belgique \| Molteni \| + 41 s \| \| 8e \| Jean-Pierre Danguillaume \| France \| Peugeot-BP-Michelin \| + 1 min 03 s \| \| 9e \| Bernard Labourdette \| France \| BiC \| + 1 min 50 s \| \| 10e \| Mariano Martinez \| France \| Sonolor-Gitane \| + 2 min 04 s \| |                          |          |                                |              |
| |                          |          |                                |              |
| Sources : ProCyclingStats Cycling Archives |                          |          |                                |              |
| Classement de l'étape |                          |          |                                |              |
| Coureur | Coureur                  | Pays     | Équipe                         | Temps        |
| 1er | Michel Pollentier        | Belgique | Carpenter-Confortluxe-Flandria | 48 min 23 s  |
| 2e | Eddy Merckx              | Belgique | Molteni                        | + 10 s       |
| 3e | Jesús Manzaneque         | Espagne  | La Casera-Peña Bahamontes      | + 27 s       |
| 4e | Dirk Baert               | Belgique |                                | + 27 s       |
| 5e | Raymond Poulidor         | France   | Gan-Mercier-Hutchinson         | + 29 s       |
| 6e | Joaquim Agostinho        | Portugal | BiC                            | + 38 s       |
| 7e | Joseph Bruyère           | Belgique | Molteni                        | + 41 s       |
| 8e | Jean-Pierre Danguillaume | France   | Peugeot-BP-Michelin            | + 1 min 03 s |
| 9e | Bernard Labourdette      | France   | BiC                            | + 1 min 50 s |
| 10e | Mariano Martinez         | France   | Sonolor-Gitane                 | + 2 min 04 s |

## Classements à l'issue de l'étape

### Classement général
| \| Classement général \| Classement général \| Classement général \| Classement général \| Classement général \| \| Coureur \| Coureur \| Pays \| Équipe \| Temps \| \| ------------------ \| -------------------- \| ------------------ \| ------------------------------ \| ------------------ \| \| 1er \| Eddy Merckx \| Belgique \| Molteni \| \| \| 2e \| Raymond Poulidor \| France \| Gan-Mercier-Hutchinson \| \| \| 3e \| Vicente López Carril \| Espagne \| Kas-Kaskol \| \| \| 4e \| Wladimiro Panizza \| Italie \| Brooklyn \| \| \| 5e \| Gonzalo Aja \| Espagne \| Kas-Kaskol \| \| \| 6e \| Joaquim Agostinho \| Portugal \| BiC \| \| \| 7e \| Michel Pollentier \| Belgique \| Carpenter-Confortluxe-Flandria \| \| \| 8e \| Mariano Martinez \| France \| Sonolor-Gitane \| \| \| 9e \| Alain Santy \| France \| Gan-Mercier-Hutchinson \| \| \| 10e \| Herman Vanspringel \| Belgique \| MIC-Ludo-de Gribaldy \| \| |                      |          |                                |       |
| |                      |          |                                |       |
| Sources : ProCyclingStats Cycling Archives |                      |          |                                |       |
| Classement général |                      |          |                                |       |
| Coureur | Coureur              | Pays     | Équipe                         | Temps |
| 1er | Eddy Merckx          | Belgique | Molteni                        |       |
| 2e | Raymond Poulidor     | France   | Gan-Mercier-Hutchinson         |       |
| 3e | Vicente López Carril | Espagne  | Kas-Kaskol                     |       |
| 4e | Wladimiro Panizza    | Italie   | Brooklyn                       |       |
| 5e | Gonzalo Aja          | Espagne  | Kas-Kaskol                     |       |
| 6e | Joaquim Agostinho    | Portugal | BiC                            |       |
| 7e | Michel Pollentier    | Belgique | Carpenter-Confortluxe-Flandria |       |
| 8e | Mariano Martinez     | France   | Sonolor-Gitane                 |       |
| 9e | Alain Santy          | France   | Gan-Mercier-Hutchinson         |       |
| 10e | Herman Vanspringel   | Belgique | MIC-Ludo-de Gribaldy           |       |